# Hektor (planetka)
(624) Hektor je planetka ze skupiny tzv. Trojánů obíhajících Slunce v libračním bodě L4 planety Jupiter.
Je to největší těleso z Trojánů.
Objevil ji August Kopff 10. února 1907.
Hektor obíhá Slunce ve vzdálenosti asi 5,17 AU, tj. přibližně 774 miliónů kilometrů, za 11,76 roku.
Rotační perioda 6,92 hodin byla odvozena z jeho světelné křivky.
Z variací světelné křivky vyplývá, že objekt by mohl měřit 300 × 150 km a tvarem pravděpodobně připomínat činku nebo kontaktní, či blízkou dvojplanetku.
Asteroid obíhá malý měsíc o průměru přibližně 15 km, který má označení S/2006 (624) 1 a jméno Skamandrios, po Hektórovu synovi, kterého jako nemluvně zavraždil Odysseus nebo Achilleův syn Neoptolemos.
Tak jako většina Trójanů i Hektor je planetka typu D a jeho spektrum vykazuje povrchovou vrstvu bohatou na uhlík.